# Тиррелл, Кен
Роберт Кеннет «Кен» Тиррелл (англ. Ken Tyrrell; 3 мая 1924, Ист-Хорсли, Великобритания — 25 августа 2001, Суррей, Великобритания) — британский автогонщик, основатель и руководитель автогоночной команды Tyrrell.

## Биография

### Первые годы
Как и многие британские энтузиасты автоспорта 1940-х годов, Кен был связан с авиацией: во время Второй мировой войны он служил в королевских ВВС, летая в качестве штурмана на тяжёлых бомбардировщиках. После окончания военных действий и демобилизации братья Тиррелл организовали собственное дело, начав торговать лесоматериалами.
В свободной время Тиррелл играл в местной любительской футбольной команде, а также посещал в качестве зрителя местные спортивные соревнования: так однажды он оказался в Нортгемптоншире, где на бывшем военном аэродроме расположился автодром Сильверстоун. Наблюдая за гонками тогдашних машин Формулы-3, Кен решил и сам попробовать управлять подобной техникой: вскоре он раздобыл болид Cooper-Norton и заявился на старт одного из этапов мелких национальных серий. Дебютный старт на трассе Снеттертон закончился финишем на втором месте. Следующие несколько лет Тиррелл участвовал в различного уровня гонках в Великобритании и Северной Европе, постепенно перепробовав технику всех национальных классов. Выйти на общеевропейский уровень, однако, не удавалось и к концу сезона 1958 Кен принимает решение завершить гоночную карьеру, более серьёзно занявшись развитием собственной команды. Для начала он договаривается с Cooper Car Company о техническом сотрудничестве в младших сериях формульных и кузовных гонок. Постепенно Тиррелл зарекомендовал себя грамотным организатором: его коллектив пополнили грамотные специалисты и талантливые молодые гонщики. Слаженная работа всех людей позволила команде сражаться за победы во всех сериях, где она участвовала.

### 1965-73
К концу 1960-х Кен начал подумывать о переходе в Формулу-1. Он заручился поддержкой компаний Elf, Matra, Dunlop и Cosworth и на первом этапе 1968 года дебютировал в чемпионате мира. Первым пилотом британского коллектива стал один из бывших пилотов Кена в британской Формуле-3 шотландец Джеки Стюарт. Новый проект быстро стал одним из лидеров тогдашней Формулы-1: управленческий талант Тиррелла, водительское мастерство Стюарта, шасси Matra и универсальный двигатель Cosworth DFV очень быстро дали результат: в 1968 году Джеки одерживает три победы и приносит Кену вице-чемпионский титул личного зачёта, а год спустя удваивает число побед и побеждает в чемпионате мира. Быстрые успехи, однако, сыграли против Тиррелла: французские партнёры настаивали на отказе от двигателя Cosworth в пользу своей разработки. Оценив выгоды от сотрудничества с Matra, Кен в конце 1969 года отказывается от продолжения сотрудничества с ними. Некоторые специалисты недавнего партнёра, впрочем, остаются в коллективе Тиррелла. Так, Дерек Гарднер вскоре спроектирует первую машину под брендом Tyrrell для чемпионата мира. Tyrrell 001 вошёл в историю, как первая модель в Формуле-1, на который были применены углепластиковые элементы, они применялись в данной модели для облегчения и усиления носового обтекателя.
В 1970 году команда проводит промежуточный сезон, используя шасси March. Поначалу сотрудничество с британским производителем кажется весьма перспективным, но предоставленная техника уж слишком часто ломается, и ещё до конца сезона Кен заявляет на старт в чемпионате мира собственное шасси. Разработка собственного конструкторского бюро оказывается немногим лучше покупной техники, но уже следующее творение Гарднера позволяет Стюарту вернуть себе чемпионский титул. Джеки выступает за команду Кена затем ещё два года, по разу выиграв за это время вице-чемпионский и чемпионский титулы. По окончании сезона-1973 шотландец объявил об уходе из гонок. Заменой Джеки должен был стать Франсуа Север, к тому моменту отъездивший три сезона во второй машине команды, однако на заключительном этапе сезона он погиб в аварии.

### 1974-98
Тиррелл смог оперативно найти замену обоим пилотам, подписав талантливого южноафриканца Джоди Шектера, а также француза Патрика Депайе. Интернациональная связка гонщиков позволит команде следующие три года держаться в группе лидеров, периодически одерживать победы в гонках, но участие в борьбе за личный титул становится всё более и более номинальным. В Формуле-1 постепенно всё более заметным стал фактор сотрудничества с крупными компаниями: помощи давнего партнёра — французских нефтяников — постепенно всё меньше хватает для обеспечения конкурентоспособности, а заручиться поддержкой крупного автомобилестроителя в набирающий силу период турбодвигателей в чемпионате не удаётся.
Кен пытается выбраться из кризиса, поощряя необычные решения своих конструкторов (в 1976 году коллектив принимал участие в гонках чемпионата мира на шестиколёсной машине Tyrrell P34) и выискивая в младших сериях талантливых молодых пилотов, но всё более укрупнение и профессионализация команд Формулы-1 играет против него — к концу 1970-х британцы окончательно деградируют до уровня одного из аутсайдеров серии. Гонщики, ярко сверкнув на машинах Тиррелла уходят в более конкурентоспособные коллективы. Команда британца постепенно становится всё более редким гостем на подиумах, а позже с трудом набирает даже очки. В 1990-е Кен постепенно стал отходить от прямых руководящих функций, а в конце 1997 года команда была продана новым владельцам: компании British American Tobacco. Тиррелл мог руководить командой и в 1998 году, но из-за разногласий с новыми владельцами предпочёл досрочно покинуть проект.

### Последние годы
Уйдя из Формулы-1 Тиррелл некоторое время оставался в автоспортивном мире: так в 2000 году он несколько месяцев возглавлял BRDC, в итоге передав этот пост своему бывшему гонщику Джеки Стюарту.
В конце 1990-х у Кена был диагностирован рак поджелудочной железы. Британец несколько лет боролся с этим заболеванием, прошёл множество сеансов химиотерапии, но в конце августа 2001 года болезнь взяла верх.